# Markus Feulner
Markus Feulner (Scheßlitz, 12 februari 1982) is een voormalig Duits betaald voetballer die bij voorkeur op het middenveld speelt. Hij verruilde in juli 2014 1. FC Nürnberg voor FC Augsburg. In de periode 2002-2004 speelde hij dertien wedstrijden voor het Duits voetbalelftal onder 21, waarvoor hij één keer scoorde.
Feulner speelde eerder in zijn carrière voor onder meer FC Bayern München en Borussia Dortmund. Met Bayern won hij in seizoen 2002/03 zowel het landskampioenschap als de DFB-Pokal. Onder leiding van de Nederlandse trainer-coach Huub Stevens won hij in het seizoen 2004-2005 de titel met 1. FC Köln in de 2. Bundesliga, waardoor de club terugkeerde in de hoogste afdeling van het Duitse voetbal, de Bundesliga. Met Dortmund werd hij in het seizoen 2010/11 landskampioen.

## Clubstatistieken
| Seizoen  | Club              | Competitie    | Duels | Goals |
| -------- | ----------------- | ------------- | ----- | ----- |
| 2001-'02 | FC Bayern München | Bundesliga    | 1     | 0     |
| 2002-'03 | FC Bayern München | Bundesliga    | 10    | 0     |
| 2003-'04 | FC Bayern München | Bundesliga    | 2     | 0     |
| 2003-'04 | 1. FC Köln        | Bundesliga    | 12    | 1     |
| 2004-'05 | 1. FC Köln        | 2. Bundesliga | 13    | 1     |
| 2005-'06 | 1. FC Köln        | Bundesliga    | 13    | 2     |
| 2006-'07 | 1. FSV Mainz 05   | Bundesliga    | 30    | 2     |
| 2007-'08 | 1. FSV Mainz 05   | 2. Bundesliga | 27    | 6     |
| 2008-'09 | 1. FSV Mainz 05   | 2. Bundesliga | 30    | 7     |
| 2009-'10 | Borussia Dortmund | Bundesliga    | 9     | 0     |
| 2010-'11 | Borussia Dortmund | Bundesliga    | 6     | 0     |
| 2011-'12 | 1. FC Nürnberg    | Bundesliga    | 28    | 1     |
| 2012-'13 | 1. FC Nürnberg    | Bundesliga    | 23    | 4     |
| 2013-'14 | 1. FC Nürnberg    | Bundesliga    | 25    | 2     |
| 2014-'15 | FC Augsburg       | Bundesliga    | 25    | 1     |
| 2015-'16 | FC Augsburg       | Bundesliga    | 5     | 0     |

## Erelijst
| Competitie          |                |                |                |                |
| Competitie          | Aantal         | Jaren          |                |                |
| Bayern München      | Bayern München | Bayern München | Bayern München | Bayern München |
| ------------------- | -------------- | -------------- | -------------- | -------------- |
| Kampioen Bundesliga | 1x             | 2002/03        |                |                |
| DFB-Pokal           | 1x             | 2002/03        |                |                |
| Borussia Dortmund   |                |                |                |                |
| Kampioen Bundesliga | 1x             | 2010/11        |                |                |